# لادفورد، لینکلن‌شر
لادفورد (به انگلیسی: Ludford) یک روستا و محله مدنی در بریتانیا است که در لیندسی شرقی واقع شده‌است. لادفورد ۴۶۰ نفر جمعیت دارد.